# Flächiges Eckenscheibchen
Das Flächige oder Narbige Eckenscheibchen (Diatrype stigma) ist ein sehr häufiger Pilz aus der Familie der Eckenscheibchenverwandten (Diatrypaceae). Kennzeichnend sind die ausgedehnten Krusten (Stromata), die durch den Pilz gebildet werden.

## Merkmale
Das Flächige Eckenscheibchen entwickelt ausgedehnte Krusten auf dem besiedelten Substrat, welche etwa einen Millimeter dick sind. Sie werden unter der Rinde gebildet und lösen diese im Laufe der Zeit ab. Der Pilz ist schwarzbraun bis schwarz gefärbt und besitzt durch die Perithecienmündungen eine fein punktierte Oberfläche. Manchmal erscheint sie auch narbig; im Alter bekommt sie zahlreiche Risse.
Die Sporen sind blass bräunlich gefärbt, allantoid (würstchenförmig) geformt und glatt; sie messen 6,5–11 × 1,5–2 Mikrometer. Die Asci sind zylindrisch-keulig und besitzen einen langen Stiel. Sie sind 30 bis 50 Mikrometer lang und vier bis sechs Mikrometer breit.

## Artabgrenzung
Das Flächige Eckenscheibchen ist mit etwas Erfahrung kaum zu verwechseln. Innerhalb der Gattung Diatrype ist es durch die flächigen Stromata gekennzeichnet. Gewisse Ähnlichkeit können Arten der Gattung Eutypa aufweisen. Diese bilden jedoch in das Substrat eingesenkte Fruchtkörper. Auch einige Arten der Gattung Hypoxylon wachsen krustenförmig. Diese besitzen jedoch schwarze und größere Sporen.

## Ökologie
Das Flächige Eckenscheibchen ist ein sehr häufiger Pilz. Er ist ganzjährig auf abgestorbenen Ästen verschiedener Laubbäume wie Birke, Ahorn oder Traubenkirsche, aber auch an Eiche und Buche zu finden. Die Stromata überziehen dabei oft größere Äste bis zur Hälfte. Im Frühjahr besitzen sie ihre Sporenreife.